# Binhe (häradshuvudort)
Binhe (kinesiska: 滨河) är en häradshuvudort i Kina. Den ligger i provinsen Henan, i den centrala delen av landet, omkring 240 kilometer söder om provinshuvudstaden Zhengzhou.
Runt Binhe är det tätbefolkat, med 427 invånare per kvadratkilometer. Det finns inga andra samhällen i närheten. Trakten runt Binhe består till största delen av jordbruksmark.
Genomsnittlig årsnederbörd är 906 millimeter. Den regnigaste månaden är augusti, med i genomsnitt 164 mm nederbörd, och den torraste är december, med 9 mm nederbörd.